# Imino-dibenzil
Az imino-dibenzil halványsárga–barna kristályos anyag (op. 105–108 °C). Vízben nem oldódik.
Háromgyűrűs szekunder amin. Származékai között görcsoldó gyógyszerek vannak, melyeket epilepsziás rohamok és bipoláris zavar megelőzésére használnak (pl. karbamazepin).
Az imonodibenzil köztes termék fájdalomcsillapítók és szkizofrénia elleni szerek előállításakor.